# Norrsjön (Grangärde socken, Dalarna)
Norrsjön är en sjö i Ludvika kommun i Dalarna och ingår i Norrströms huvudavrinningsområde. Sjön är 23,5 meter djup, har en yta på 0,579 kvadratkilometer och befinner sig 270,3 meter över havet.

## Delavrinningsområde
Norrsjön ingår i det delavrinningsområde (668737-144596) som SMHI kallar för Inloppet i Norsen. Medelhöjden är 319 meter över havet och ytan är 26 kvadratkilometer. Det finns inga avrinningsområden uppströms utan avrinningsområdet är högsta punkten. Norsån som avvattnar avrinningsområdet har biflödesordning 4, vilket innebär att vattnet flödar genom totalt 4 vattendrag innan det når havet efter 291 kilometer. Avrinningsområdet består mestadels av skog (77 procent). Avrinningsområdet har 1,65 kvadratkilometer vattenytor vilket ger det en sjöprocent på 6,3 procent.